# Aflorimentul Chetrosu
Aflorimentul Chetrosu este un monument al naturii de tip geologic sau paleontologic în raionul Drochia, Republica Moldova. Este amplasat la vest de satul Chetrosu, lângă autostrada Drochia-Soroca. Are o suprafață de 25 ha. Obiectul este administrat de Primăria satului Chetrosu.